# Sommer-Paralympics 1992/Goalball
Bei den Sommer-Paralympics 1992 in Barcelona wurden 2 Goalballturniere ausgetragen.

## Männer
| Platz | Land | Sportler                                                                                   |
| ----- | ---- | ------------------------------------------------------------------------------------------ |
| 1     | ITA  | Natale Castellini, Roberto Gallucci, Paolo Martini, Dario Merelli, Hubert Perfler          |
| 2     | FIN  | Arto Finska, Reino Leppanen, Marko Kauppila, Asko Kinnunen, Jorma Kivinen, Juha Oikarainen |
| 3     | EGY  | Elsayed Elsayed, Ahmed Ewein, Bekhit Gad, Mostafa Hussein, Ahmed Moustafa, Hussen Sayed    |

## Frauen
| Platz | Land | Sportler                                                                                        |
| ----- | ---- | ----------------------------------------------------------------------------------------------- |
| 1     | FIN  | Merja Hanski, Iris Keitel, Tarja Pelkonen, Airi Penttila, Maria-Terttu Piiroinen                |
| 2     | DEN  | Anne-Mette Bredahl, Helle Brodersen, Anne Hansen, Ann Howalt, Lene van der Keur, Katja Pedersen |
| 3     | CAN  | Patricia Campion, Nathalie Chartrand, Anne Jarry, Teresa Lloy, Helena Rooyakkers, Eva Sager     |